# Território
A palavra território refere-se a uma área delimitada sob a posse de um animal, de uma pessoa (ou grupo de pessoas), de uma organização ou de uma instituição. O termo é empregado na política (referente ao Estado Nação, por exemplo), na biologia (área de vivência de uma espécie animal) e na psicologia (ações de animais ou indivíduos para a defesa de um espaço, por exemplo).
Refere-se a uma área delimitada sob posse de algo ou alguém

## Etimologia
Patriarcado é uma palavra derivada do grego pater, e se refere a um território ou jurisdição governado por um patriarca; de onde a palavra pátria. Pátria relaciona-se ao conceito de país, do italiano paese, por sua vez originário do latim pagus, aldeia, donde também vem pagão. País, pátria, patriarcado e pagão tem a mesma raiz etimológica.

## Território na geografia humana
Na geografia humana, o conceito de território surge inserido na proposta de geografia política de Friedrich Ratzel, sendo assim definido como o espaço sobre o qual se exerce a soberania do Estado. De fato, Ratzel sustenta que o Estado surge quando uma sociedade se organiza para defender seu território, sendo essa sua função primordial. Nesse sentido, ele pode ser tanto o Estado nacional contemporâneo (cuja origem se dá no século XVIII) quanto formas de organização política próprias de povos tradicionais, como aborígenes, africanos ou americanos. Na geografia tradicional, portanto, o conceito de território é usado para estudar as relações entre espaço e poder desenvolvidas pelos Estados, especialmente os Estados nacionais.
A geografia quantitativa não trabalhava muito com o conceito de território, pois o estudo da organização espacial enfatizava principalmente fenômenos econômicos e sociais sem uma relação direta com questões de poder. Uma possível exceção eram estudos sobre as formas de organização política do Estado, como a delimitação de distritos eleitorais, por exemplo.
A geografia humanista também não usa muito esse conceito, pois, tendo como objeto de estudo os valores e atitudes relacionados ao espaço e à natureza, não trabalha diretamente com relações de poder. Essa corrente da geografia trabalha principalmente com os conceitos de espaço vivido e de lugar.
A geografia crítica, por sua vez, dá uma grande importância ao conceito de território, já que tem nas relações de poder um dos seus temas privilegiados de estudo. A maioria dos autores atuais utiliza esse conceito para tratar das relações entre espaço e poder, mas, à diferença dos geógrafos tradicionais, enfatiza que o Estado não é o único agente que exerce poder. Nesse sentido, os geógrafos críticos afirmam que a geografia não pode ficar restrita ao estudo da geopolítica dos Estados nacionais, pois deve pesquisar qualquer grupo social que, ao manter relações de poder com outros grupos, produza e/ou reivindique territórios. Disputas entre quadrilhas de traficantes, as reivindicações de "sem-terra" e "sem teto", políticas de imigração, a divisão informal feita por prostitutas e travestis dos "pontos" em que ofertam seus serviços, as interdições aos deslocamentos de pessoas criadas pelo preconceito racial ou religioso, etc.
Segundo o geógrafo Rogério Haesbaert, os estudos atuais utilizam vários conceitos de território, os quais se diferenciam por enfatizar mais uma dimensão ou outra das relações entre espaço e poder. Alguns enfatizam principalmente a dimensão material dessas relações (conformação de infraestruturas, planejamento urbano, etc.), enquanto outros podem enfatizar mais a dimensão simbólica (os locais sagrados de Jerusalém, por exemplo). Por fim, vale ressaltar que, segundo esse autor, não há e nem deve haver uma distinção rígida entre os conceitos de espaço geográfico e de território.

## Ordenamento
O ordenamento do território ou ordenamento territorial, também chamado de planejamento do território ou planejamento territorial, é a gestão da interacção do ser humano com o espaço natural. Consiste no planeamento das ocupações, no potencial do aproveitamento das infraestruturas existentes e no assegurar da preservação de recursos limitados.

## Geopolítico
No contexto político, o termo território refere-se à extensão da superfície terrestre de domínio de um Estado, seja ele soberano ou não. É definido como o espaço físico sobre o qual o Estado exerce seu poder soberano, ou em outras palavras é o âmbito de validade da ordem jurídica estatal. De acordo com as teorias gerais de Estado, diplomacia, relações internacionais e nacionalidade, o território é uma das condições para a existência e o reconhecimento de um país (sendo os outros dois a nação e o Estado). Por isso, existem determinados casos de entidades soberanas que não são consideradas países, como Estados sem território (Autoridade Nacional Palestina e a Ordem Soberana dos Cavaleiros de Malta) ou nações sem território (os ciganos). Compreende o território: as terras emersas,
o espaço aéreo, os rios, os lagos e as águas territoriais.
A delimitação territorial dos Estados modernos foi uma decorrência dos conflitos territoriais ocorridos ao longo da Idade Média.
Em geopolítica, também se usa o termo "território" para identificar estados não independentes e subordinados, até certo grau, a um poder externo. Existem diferentes categorias de território, de acordo com as relações de dependência.
Os países do mundo são classificados em diferentes grupos conforme a extensão da superfície terrestre de seus territórios, desde os países continentais até os chamados micropaíses ou microestados, como várias ilhas do Pacífico.
Assim, pode ser verificado as seguintes classes:
- países continentais, que por definição, são países cujo território é maior ou pelo menos igual à área de um continente. Como o menor continente do planeta Terra é a Oceania, cuja esmagadora maioria da massa terrestre corresponde à Austrália, então os países continentais são todos os com território maior que o australiano, a saber: Rússia, Canadá, Estados Unidos, China e Brasil (todos com mais de 7 milhões de km²).
- países de grande território, que às vezes chamados de "sub continentais", entre 3,2 milhões e 1,5 milhões de km², correspondendo do 7º ao 18º da lista de países por área terrestre.
- países de território extenso, que corresponde a maior parte dos países do Terceiro Mundo, entre 1,5 milhões e 600 mil km², compreendendo do 19º ao 45º da listagem - incluindo apenas um país europeu: a Ucrânia. Costumam apresentar grande variedade cultural e também de relevo, vegetação e clima.
- países de território médio, que estão entre 600 mil e 325 mil km², compreendendo do 46º ao 66º da listagem, com territórios ainda de considerável diversidade geográfica e, às vezes, climática.
- países de pequeno território, em que é a maior parte dos países do mundo, com maior homogeneidade territorial em termos de clima, vegetação e relevo. Têm de 325 mil km² a 10 mil km², abrangendo do 67º ao 159º da listagem.
- países de território diminuto, que possuem áreas menores que 10 mil km², são, na maioria, países insulares ou enclaves, abrigando pouco mais que uma cidade de grande porte. Há cerca de 40 países independentes no mundo com este tamanho, às vezes chamados de "micropaíses" ou "micro-estados" (não confundir com micro nações).

Consulte também a Lista de países por área, com 194 estados agrupados em ordem crescente de tamanho.
- Wikiquote
- Wikcionário

### Comunidade (Commonwealth) dos Estados Unidos
Os Commonwealth são territórios com autonomia interna e status semelhante ao dos estados norte-americanos, mas sem representação política no Congresso.

### França Metropolitana
França Metropolitana são departamentos, coletividades territoriais e territórios de ultramar, divisões administrativas da França. Os departamentos de ultramar contam com estrutura similar aos departamentos franceses continentais. Os territórios possuem maior autonomia interna e as coletividades territoriais têm um nível intermediário de autonomia.

### Dependências
São territórios sob controle de Estados soberanos. É a situação de todos os territórios que foram colônias britânicas.

### Partes autônomas
São territórios que integram o Reino dos Países Baixos (Holanda). São autônomos nos assuntos internos e submetem-se ao controle central em questões de defesa e assistência mútua.

### Territórios autônomos associados
São territórios com total autonomia interna. Podem decidir pela independência em ato unilateral.

### Territórios externos
São territórios que pertencem a um Estado soberano, mesmo separados geograficamente. Os Estados Unidos denominam-lhes territórios incorporado.